# Mckenna Grace

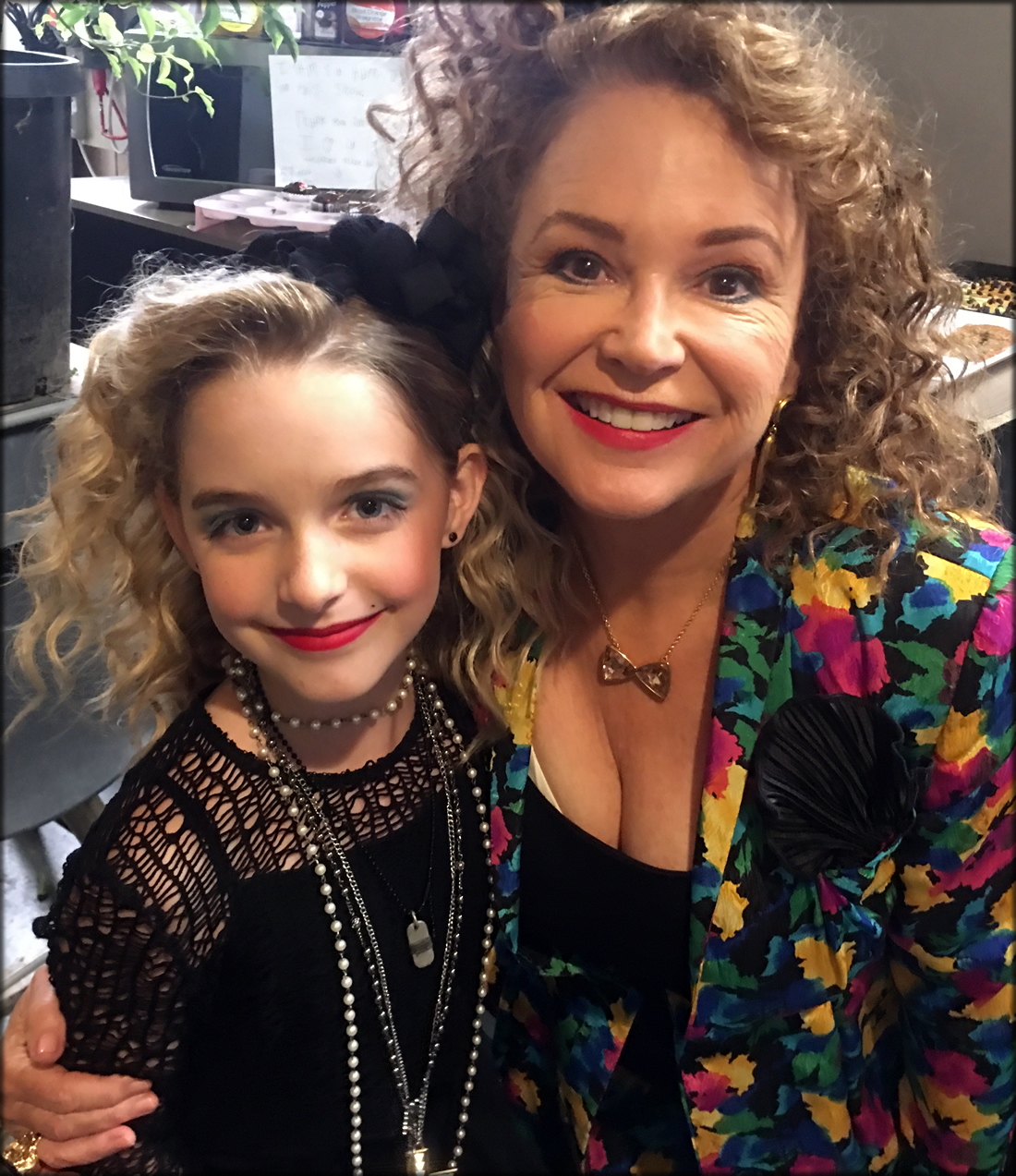
Mckenna Grace i Gail Edwards (2017)

Mckenna Grace (ur. 25 czerwca 2006 w Teksasie) – amerykańska aktorka i piosenkarka, która wystąpiła w filmach Obdarowani (2017), Annabelle wraca do domu (2019), Pogromcy duchów: Dziedzictwo (2021) i jego kontynuacji (2024).

## Filmografia

### Filmy
| Rok  | Tytuł                                          | Rola                 | Uwagi           |
| ---- | ---------------------------------------------- | -------------------- | --------------- |
| 2012 | R                                              | młoda Riley          | krótkometrażowy |
| 2013 | Goodbye World                                  | Hannah Palmer        |                 |
| 2013 | Suburban Gothic                                | Zelda                |                 |
| 2015 | Russell Madness                                | Lena                 |                 |
| 2015 | Frankenstein                                   | Molly                |                 |
| 2015 | The Pearl Whale                                | Wnuczka              | krótkometrażowy |
| 2016 | Mr. Church                                     | Izzy                 |                 |
| 2016 | Angry Birds                                    | Ella Bird (głos)     |                 |
| 2016 | Dzień Niepodległości: Odrodzenie               | Daisy Blackwell      |                 |
| 2017 | Obdarowani                                     | Mary Adler           |                 |
| 2017 | Latynoski ogier                                | Arden                |                 |
| 2017 | Amityville: Przebudzenie                       | Juliet Walker        |                 |
| 2017 | Jestem najlepsza. Ja, Tonya                    | młoda Tonya Harding  |                 |
| 2018 | Player One                                     | uczennica            |                 |
| 2019 | Kapitan Marvel                                 | młoda Carol Danvers  |                 |
| 2019 | Troupe Zero                                    | Christmas Flint      |                 |
| 2019 | Annabelle wraca do domu                        | Judy Warren          |                 |
| 2020 | Scooby-Doo!                                    | młoda Daphne (głos)  |                 |
| 2021 | Mustang z Dzikiej Doliny: Droga do wolności    | Abigail Stone (głos) |                 |
| 2021 | Wcielenie                                      | młoda Madison        |                 |
| 2021 | Pogromcy duchów: Dziedzictwo                   | Phoebe               |                 |
| 2023 | Krater                                         | Addison              |                 |
| 2023 | Psi Patrol: Wielki film                        | Skye (głos)          |                 |
| 2024 | Pogromcy duchów: Imperium lodu                 | Phoebe Spengler      |                 |
| 2026 | Krzyk 7                                        | Hannah               | w produkcji     |
| 2026 | Igrzyska śmierci: Wschód słońca w dniu dożynek | Maysilee Donner      | w produkcji     |

### Telewizja
| Rok       | Tytuł                             | Rola                    | Uwagi              |
| --------- | --------------------------------- | ----------------------- | ------------------ |
| 2012–2014 | Crash i Bernstein                 | Jasmine Bernstein       | 15 odc.            |
| 2013      | The Goodwin Games                 | Chloe                   | 1 odc.             |
| 2013–2014 | W roli mamy                       | Sam                     | 2 odc.             |
| 2013–2015 | Żar młodości                      | Faith Newman            | 50 odc.            |
| 2014      | Clarence                          | Tinia (głos)            | 1 odc.             |
| 2014      | CSI: Kryminalne zagadki Las Vegas | młoda Abby Fisher       | 1 odc.             |
| 2014      | Clementine                        | Lucy                    | film TV            |
| 2014      | Love Is Relative                  | Casey                   | film TV            |
| 2015      | K.C. nastoletnia agentka          | Quinn                   | 1 odc.             |
| 2015      | Pamiętniki wampirów               | młoda Caroline Forbes   | 2 odc.             |
| 2015      | Genie in a Bikini                 | Teresa                  | film TV            |
| 2015      | Blog na cztery łapy               | Jules                   | 1 odc.             |
| 2015      | Kornisz i Fistach                 | Cindy, Sugarbee (głos)  | 2 odc.             |
| 2015      | Babysitter’s Black Book           | Cindy                   | film TV            |
| 2015      | CSI: Cyber                        | Michelle Mundo          | 3 odc.             |
| 2015–2017 | Dawno, dawno temu                 | młoda Emma Swan         | 4 odc.             |
| 2016      | Teachers                          | Avery                   | 1 odc.             |
| 2016      | Elena z Avaloru                   | Bella (głos)            | 1 odc.             |
| 2016      | Bizaardvark                       | Didi                    | 1 odc.             |
| 2016–2017 | Lwia Straż                        | Kambuni (głos)          | 2 odc.             |
| 2016–2020 | Pełniejsza chata                  | Rose                    | 8 odc.             |
| 2016–2019 | Designated Survivor               | Penny Kirkman           | 21 odc.            |
| 2017–2021 | Miki i raźni rajdowcy             | Bitsy Beagleberg (głos) | rola drugopl.      |
| 2018      | Diabelskie nasienie               | Emma Grossman           | film TV            |
| 2018      | Nawiedzony dom na wzgórzu         | młoda Theo              | 10 odc.            |
| 2018      | Chilling Adventures of Sabrina    | mała Sabrina            | 1 odc.             |
| od 2018   | Młody Sheldon                     | Paige                   | rola drugopl.      |
| 2021–2022 | Opowieść podręcznej               | Esther Keyes            | 6 odc.             |
| 2022      | A Friend of the Family            | Jan Broberg             | miniserial; 5 odc. |
| 2022      | Spirit & Friends                  | Abigail                 | w gł. obsadzie     |